# Фокс, Сидни
Сидни Фокс (англ. Sidney Fox, 10 декабря 1907 — 14 ноября 1942), урождённая Сидни Лейфер (Sidney Leifer) — американская актриса.
Была популярна на протяжении кратковременного периода в начале 30-х годов.

## Биография
Родилась 10 декабря 1907 года в Нью-Йорке.
В 1931 году дебютировала в кино, получив главную роль в драме «Плохая сестра», где вторую главную роль играла другая дебютантка — Бетт Дейвис. В том же году Сидни вошла в список WAMPAS Baby Stars, куда ежегодно избирались подающие надежды молодые актрисы.
Её карьера развивалась достаточно успешно. За четыре года Сидни доставались преимущественно ведущие роли, а её партнёрами были известные актёры тех лет — Бела Лугоши («Убийство на улице Морг», 1932), Пол Лукас («Абсолютно бесчестно», 1931), Уоррен Уильям («Мундштук», 1932), Хамфри Богарт («Полночь. Смертельный приговор», 1934) и другие.
В 1932 году она вышла замуж за сценариста Чарльза Бихана. Спустя два года, появившись всего в четырнадцати картинах, Сидни неожиданно ушла из кино.
14 ноября 1942 года покончила жизнь самоубийством, приняв большую дозу снотворного. Актрисе было всего тридцать четыре года.